# West Bradford (Lancashire)
West Bradford est un village et une paroisse civile du Lancashire, en Angleterre.